# Erissus mirabilis
Erissus mirabilis is een spinnensoort uit de familie van de krabspinnen (Thomisidae).
De wetenschappelijke naam van de soort werd in 1942 als Stephanopoides mirabilis gepubliceerd door Benedicto Abílio Monteiro Soares.